# Viktor Živolub
Viktor Živolub (Kadiïvka, 21 novembre 1932) è un regista sovietico.

## Filmografia parziale

### Regista
- Garmonija (1977)
- Ja budu ždat' (1979)